# White Rabbit Project
White Rabbit Project var ett amerikansk TV-program som spelades in i USA och sändes på Netflix. Programledarna Tory Belleci, Grant Imahara och Kari Byron utforskar och undersöker märkliga händelser från popkultur, vetenskap och historia. TV-serien presenterades första gången på DragonCon 2016. Serien skapades av John Luscombe, Ryan Senter och Martyn Ives, som gjort Mythbusters. Första trailern släpptes 29 november 2016. Programmet hade premiär 9 december 2016.
Programledarna bedömer teknik i tre olika klasser:
- Kostnad och rimlighet att bygga den.
- Är de lika objektet i science fiction-filmen eller serietidningen.
- Är den praktisk att använda.

Programledarna försöker också rekonstruera historiska händelser, exempelvis berömda fängelserymningar.

### Fotnoter
1. ↑  ”'Mythbusters' Build Team is back in the first trailer for 'White Rabbit Project'” (på amerikansk engelska). Digital Trends. 28 november 2016. http://www.digitaltrends.com/movies/white-rabbit-project-trailer/. Läst 30 november 2016.
2. ↑  Elderkin, Beth. ”The Mythbusters Build Team is Heading to Netflix”. Gizmodo. http://io9.gizmodo.com/the-mythbusters-build-team-is-heading-to-netflix-1786166012. Läst 5 september 2016.
3. ↑  Andreeva, Nellie (4 september 2016). ”Netflix Greenlights ‘White Rabbit Project’ Reality Series From ‘Mythbusters’ Producers” (på amerikansk engelska). Deadline. http://deadline.com/2016/09/netflix-greenlights-white-rabbit-project-reality-series-mythbusters-producers-1201812999/. Läst 7 november 2016.
4. ↑  ”Loved 'MythBusters'? You'll like 'White Rabbit Project'”. CNET. https://www.cnet.com/news/loved-mythbusters-youll-like-white-rabbit-project/. Läst 30 november 2016.
5. ↑  ”Netflix Orders White Rabbit Project Starring Mythbusters Build Team”. Screenrant. 4 september 2016. http://screenrant.com/netflix-mythbusters-white-rabbit-project. Läst 5 september 2016.
6. ↑  ”The Build Team From MYTHBUSTERS Are Coming Back With a Netflix Show”. Nerdist. 3 september 2016. Arkiverad från originalet den 5 september 2016. https://web.archive.org/web/20160905135544/http://nerdist.com/the-build-team-from-mythbusters-are-coming-back-with-a-netflix-show/. Läst 5 september 2016.
7. ↑  Liptak, Andrew (4 september 2016). ”Mythbusters' build team is reuniting for a Netflix show”. The Verge. http://www.theverge.com/2016/9/4/12791546/mythbuster-build-team-netflix-white-rabbit-project. Läst 5 september 2016.